# Состав рейхстага Священной Римской империи в 1792 году
Рейхстаг являлся высшим сословно-представительным и законодательным органом власти Священной Римской империи, формируемым представителями всех входивших в неё государственных образований. Персональный состав рейхстага отражал текущий субъектный состав империи и сложившийся баланс власти между имперскими сословиями и конфессиональными группами. В настоящей статье приведён список членов рейхстага в 1792 году, в конце существования Священной Римской империи, перед началом войн с революционной Францией, кардинально изменивших её структуру и состав.

## Общие принципы формирования рейхстага
Право на участие в рейхстаге Священной Римской империи имели имперские сословия, то есть правители светских и духовных княжеств, графств, аббаты и приоры имперских монастырей, свободные имперские города, магистры Тевтонского и Мальтийского орденов, а также некоторые дворяне, получившие от императора титул имперского князя. В состав Священной Римской империи в конце XVIII века входило около 1800 феодальных владений различного объёма территориального суверенитета (нем. Landeshoheit), однако не все они были представлены в рейхстаге. В частности, право участия в высшем представительном органе власти не имели имперские рыцари, владения Чешской короны (кроме собственно Чехии в совете курфюрстов), а также некоторые иные территориальные образования (Юлих, Клеве, Вальдек, Евер, Спонхейм, Ханау, Мансфельд и др.).
Рейхстаг Священной Римской империи состоял из трёх палат: Совет курфюрстов, Совет имперских князей и Совет имперских городов. Совет имперских князей в свою очередь делился на курии светских и духовных князей. Совет имперских городов подразделялся на Швабскую и Рейнскую коллегии.
Право голоса в рейхстаге имели лишь те территориальные образования, которые являлись непосредственными имперскими ленами, то есть правители которых не подчинялись никому иному, кроме императора. Соответственно, апанажи младших членов правящих фамилий, медиатизированные владения и секуляризированные церковные земли права на участие в рейхстаге не имели. Непосредственные имперские лены обладали территориальным суверенитетом — относительной независимостью собственной государственно-правовой системы, внешней и внутренней политики, ограниченной лишь формальным сюзеренитетом императора и нормами имперского права. Кроме того, непосредственные имперские лены были обязаны уплачивать общеимперские налоги на оборону и содержание имперских органов управления.
Относительно крупные государственные образования, обладавшие территориальным суверенитетом, составляли сословие имперских князей и имели по одному собственному голосу в соответствующей палате рейхстага. Помимо индивидуальных голосов в Совете имперских князей существовали коллективные голоса, которые предоставлялись мелким владениям: в светской курии по одному голосу имели коллегии имперских графов Франконии, Швабии, Веттерау и Вестфалии, в духовной курии по одному голосу имели Швабская и Рейнская коллегии имперских прелатов.
С момента первых попыток фиксации персонального состава рейхстага в начале XVI века (имперские матрикулы) до конца XVIII века субъектный состав империи претерпел существенные изменения. В частности, империя утратила швейцарские земли, Франция аннексировала территорию Эльзаса и большую часть Лотарингии, ряд церковных владений были секуляризированы, некоторые бывшие непосредственные имперские лёны были медиатизированы правителями соседних крупных княжеств.

## Переход права голоса в рейхстаге
При прекращении правящей династии имперского княжества право на участие в рейхстаге переходило к её наследникам. В результате некоторые правители, объединившие под своей властью два и более имперских княжества, обладали сразу нескольким голосами в Совете князей (так курфюрст Ганновера, он же король Великобритании, в 1792 году располагал шестью голосами в Совете князей и одним голосом в Совете курфюрстов). Из общего принципа наследования голоса, однако, существовал целый ряд исключений: так после перехода Штирии и Тироля под власть Австрии, а Юлиха, Клеве-Берга под власть Бранденбурга и Пфальц-Нойбурга эти территории утратили право голоса в рейхстаге. Кроме того, не подлежали наследованию голоса в Совете князей территорий, чьи правители были возведены в княжеское достоинство после 1582 года (так называемые «новые княжеские фамилии»: Зальм, Нассау, Шварценберг, Фюрстенберг, Лихтенштейн и др.).
До 1648 года церковные владения в случае их секуляризации теряли право на участие в рейхстаге, однако Вестфальский мир предоставил некоторым светским князьям дополнительные голоса за принадлежащие им бывшие имперские духовные княжества (Бранденбург, например, получил голоса Магдебурга, Хальберштадта, Миндена и Каммина, с переходом их в светскую курию имперских князей).
До 1582 года при разделе имперского княжества между двумя или более линиями правящей династии каждое новое образование получало отдельный голос, при условии, что его правитель обладал территориальным суверенитетом. В 1582 году был введён запрет на автоматическое предоставление новых голосов при разделе княжеств, в результате чего правители государственных образований, возникших в результате раздела после этой даты, обладали совместно одним голосом: так князья Ангальт-Цербст, Ангальт-Бернбург, Ангальт-Дессау и Ангальт-Кётен имели лишь один общий голос в Совете князей. Тем не менее, по особому решению императора с одобрения рейхстага было возможно предоставить право отдельного голоса новым государственным образованиям (его, например, получили в XVII веке Саксен-Гота и Бранденбург-Байройт).
Право на участие в рейхстаге в исключительных случаях могло предоставляться императорам отдельным дворянам за особые заслуги перед государством. При этом некоторые из них не обладали владениями, имеющими имперский статус. Так, титул князя империи и место в Совете князей получили в своё время представители домов Радзивилл, Пикколомини, Лобковиц, Крой и другие. Однако в XVII веке рейхстаг принял решение о запрете предоставления права голоса в Совете князей лицам, не владеющим непосредственными имперскими ленами. Части князей удалось приобрести такие лены и сохранить своё место в Совете князей (Лихтенштейны стали обладателями Вадуца, Ауэрсперги — Тенгена и т. д.), другие этого сделать не смогли и их наследники потеряли место в рейхстаге (Пикколомини, Порциа). Более свободные правила действовали в коллегиях имперских графов: право на голос в коллегиях графов Швабии и Франконии имели некоторые дворянские фамилии, не владевшие непосредственными имперскими ленами (Виндишгрецы, Нейпперг и др.).
Особую группу представляли несколько дворянских родов, сохранивших право на участие в рейхстаге после утраты территориального суверенитета в отношении своих лёнов: так, несмотря на то, что владения домов Штольберг и Шёнбург в XVIII веке были медиатизированы Саксонией, эти дворянские семьи сохранили свои голоса в коллегии имперских графов Веттерау.

## Состав рейхстага в 1792 г

### Совет курфюрстов
1. архиепископ Майнца
2. архиепископ Кёльна
3. архиепископ Трира
4. король Богемии (голос принадлежит эрцгерцогу Австрии)
5. курфюрст Пфальца (голос принадлежит герцогу Баварии)
6. курфюрст Саксонии
7. курфюрст Бранденбурга (голос принадлежит королю Пруссии)
8. курфюрст Ганновера (голос принадлежит королю Великобритании)

### Совет имперских князей
Перечислены в официальном порядке голосования на рейхстаге

#### Курия духовных князей
1. эрцгерцог Австрии
2. герцог Бургундии (голос принадлежит эрцгерцогу Австрии)
3. архиепископ Зальцбурга
4. архиепископ Безансона
5. великий магистр Тевтонского ордена
6. епископ Бамберга
7. епископ Вюрцбурга
8. епископ Вормса
9. епископ Айхштета
10. епископ Шпайера
11. епископ Страсбурга
12. епископ Констанца
13. епископ Аугсбурга
14. епископ Хильдесхайма
15. епископ Падерборна
16. епископ Фрайзинга
17. епископ Регенсбурга
18. епископ Пассау
19. епископ Трента
20. епископ Бриксена
21. епископ Базеля
22. епископ Мюнстера
23. епископ Оснабрюка
24. епископ Льежа
25. епископ Любека
26. епископ Кура
27. епископ Фульды
28. аббат Кемптена
29. пробст Эльвангена
30. великий магистр Мальтийского ордена
31. приор Берхтесгадена
32. приор Вайсенбурга (голос принадлежит епископу Шпайера)
33. аббат Прюма (голос принадлежит архиепископу Трира)
34. аббат Ставелота и Мальмеди
35. аббат Корвея
36. Швабская коллегия прелатов:
  1. аббат монастыря Салем
  2. аббат монастыря Вайнгартен
  3. аббат монастыря Оксенхаузен
  4. аббат Эльхингена
  5. аббатиса Ирзее
  6. аббат Урсберга
  7. аббат Кайсхайма
  8. аббат Роггенбурга
  9. аббат Рота
  10. аббат Вайссенау
  11. аббат Шуссенрида
  12. аббат Мархталя
  13. аббат Веттенхаузена
  14. аббат монастыря Петерсхаузен
  15. аббат монастыря Цвифальтен
  16. аббат Генгенбаха
  17. аббат Нересхайма
  18. аббатиса Хеггбаха
  19. аббатиса Гутенцеля
  20. аббат Роттенмюнстера
  21. аббатиса Байндта
  22. аббат Сёффлингена
  23. аббат монастыря Св. Йоргена в Исни
37. Рейнская коллегия прелатов:
  1. командор Кобленцского округа Тевтонского ордена
  2. командор Эльзасско-Бургундского округа Тевтонского ордена
  3. аббат Брухзаля и Оденхайма
  4. аббат Вердена
  5. аббат монастыря Св. Ульриха и Св. Афры в Аугсбурге
  6. аббат Корнелимюнстера
  7. аббат монастыря Св. Эммерама в Регенсбурге
  8. аббатиса Эссена
  9. аббатиса Бухау
  10. аббатиса Кведлинбурга
  11. аббатиса Херфорда
  12. аббатиса Гернроде
  13. аббатиса монастыря Нидермюнстер в Регенсбурге
  14. аббатиса монастыря Обермюнстер в Регенсбурге
  15. аббат Буршайда
  16. аббатиса Гандерсхайма
  17. аббатиса Торна

#### Курия светских князей
1. герцог Баварии
2. герцог Магдебурга (голос принадлежит королю Пруссии)
3. пфальцграф Лаутерн (голос принадлежит герцогу Баварии)
4. пфальцграф Зиммерн (голос принадлежит герцогу Баварии)
5. пфальцграф Нойбург (голос принадлежит герцогу Баварии)
6. герцог Бремена (голос принадлежит королю Великобритании)
7. герцог Пфальц-Цвейбрюккен
8. пфальцграф Фельденц (голос принадлежит герцогу Баварии)
9. герцог Саксен-Веймар
10. герцог Саксен-Айзенах (голос принадлежит герцогу Саксен-Веймар)
11. герцог Саксен-Кобург
12. герцог Саксен-Гота (голос принадлежит герцогу Саксен-Альтенбург)
13. герцог Саксен-Альтенбург
14. маркграф Бранденбург-Ансбах (голос принадлежит королю Пруссии)
15. маркграф Бранденбург-Байройт (голос принадлежит королю Пруссии)
16. герцог Брауншвейг-Целле (голос принадлежит королю Великобритании)
17. герцог Брауншвейг-Каленберг (голос принадлежит королю Великобритании)
18. герцог Брауншвейг-Грубенхаген (голос принадлежит королю Великобритании)
19. герцог Брауншвейг-Вольфенбюттель
20. князь Хальберштадта (голос принадлежит королю Пруссии)
21. герцог Нижней Померании (голос принадлежит королю Пруссии)
22. герцог Верхней Померании (голос принадлежит королю Швеции)
23. герцог Мекленбург-Шверин
24. герцог Мекленбург-Гюстров (голос принадлежит герцогу Мекленбург-Шверин)
25. герцог Вюртемберга
26. ландграф Гессен-Кассель
27. ландграф Гессен-Дармштадт
28. маркграф Баден-Баден (голос принадлежит маркграфу Бадена)
29. маркграф Баден-Дурлах (голос принадлежит маркграфу Бадена)
30. князь Фердена (голос принадлежит королю Великобритании)
31. маркграф Баден-Хахберг (голос принадлежит маркграфу Бадена)
32. герцог Гольштейн-Глюкштадт (голос принадлежит королю Дании)
33. герцог Саксен-Лауэнбург (голос принадлежит королю Великобритании)
34. князь Миндена (голос принадлежит королю Пруссии)
35. герцог Ольденбурга
36. герцог Савойи (голос принадлежит королю Сардинии)
37. ландграф Лёйхтенберг (голос принадлежит герцогу Баварии)
38. князь Ангальт (голос принадлежит князьям Ангальт-Цербст, Ангальт-Дессау, Ангальт-Бернбург и Ангальт-Кётен)
39. граф Хеннеберг (голос принадлежит курфюрсту Саксонии и герцогам Саксен-Веймар, Саксен-Кобург и Альтенбург)
40. князь Шверина (голос принадлежит герцогу Мекленбург-Шверина)
41. князь Каммина (голос принадлежит королю Пруссии)
42. князь Ратцебурга (голос принадлежит герцогу Мекленбург-Стрелица)
43. князь Херсфельда (голос принадлежит ландграфу Гессен-Касселя)
44. князь Номени (голос принадлежит эрцгерцогу Австрии)
45. князь Мёмпельгард (голос принадлежит герцогу Вюртемберга)
46. герцог Аренберг
47. князь Гогенцоллерн-Хехинген
48. князь Лобковиц (за графство Штёрнштайн)
49. князь Зальм (голос принадлежит князьям Зальм-Зальм и Зальм-Кирбург)
50. князь Дитрихштейн (за сеньорию Тарасп)
51. князь Нассау-Хадамар (голос принадлежит штатгальтеру Нидерландов)
52. князь Нассау-Дилленбург (голос принадлежит штатгальтеру Нидерландов)
53. князь Ауэрсперг (за сеньорию Тенген)
54. князь Восточной Фризии (голос принадлежит королю Пруссии)
55. князь Фюрстенберг
56. князь Шварценберг
57. князь Лихтенштейн
58. князь Турн-и-Таксис
59. князь Шварцбург (голос принадлежит князьям Шварцбург-Рудольштадт и Шварцбург-Зондерсхаузен)
60. Коллегия имперских графов Веттерау:
  1. князь Нассау-Узинген
  2. князь Нассау-Вейльбург
  3. князь Нассау-Саарбрюкен
  4. князь Зольмс-Браунфельс
  5. граф Зольмс-Лих (голос принадлежит князю Зольмс-Гогензольмс)
  6. князь Зольмс-Хоэнзольмс
  7. граф Зольмс-Рёдельхайм (голос принадлежит графу Зольмс-Ассенхайм)
  8. князь Зольмс-Лаубах
  9. князь Изенбург-Бирштайн
  10. граф Изенбург-Бюдинген-Меерхольц-Вехтерсбах (голос принадлежит графам Изенбург-Бюдинген, Изенбург-Меерхольц и Изенбург-Вехтерсбах)
  11. князь Штольберг-Гедерн
  12. князь Штольберг-Штольберг
  13. князь Штольберг-Вернигероде
  14. князь Сайн-Виттгенштейн-Берлебург
  15. граф Сайн-Виттгенштейн-Гогенштейн
  16. вильдграф Зальм-Грумбах
  17. рейнграф Зальм-Райнграфенштайн
  18. князь Лейнинген-Хартенбург
  19. граф Лейнинген-Хайдесхайм
  20. граф Лейнинген-Вестербург, кристофианская линия
  21. граф Лейнинген-Вестербург, георгианская линия
  22. граф Ройсс (голос принадлежит графам Ройсс-Грайц, Ройсс-Шлайц, Ройсс-Лобенштайн и Ройсс-Эберсдорф)
  23. граф Шёнбург
  24. граф Ортенбург
  25. граф Крихинген (голос принадлежит князю Вид-Рункель)
61. Коллегия имперских графов Швабии:
  1. граф Хайлигенберг (голос принадлежит князю Фюрстенберг)
  2. аббатиса Бухау
  3. комтур Альтсхаузена Тевтонского ордена
  4. князь Эттинген (голос принадлежит князьям Эттинген-Шпильберг и Эттинген-Валлерштайн)
  5. граф Монфорт (голос принадлежит эрцгерцогу Австрии)
  6. граф Хелфенштайн (голос принадлежит герцогу Баварии)
  7. граф Клеттгау и Зульц (голос принадлежит князю Шварценберг)
  8. граф Кёнигсегг
  9. граф Вальдбург (голос принадлежит графам Вальдбург-Вальдзее, Вальдбург-Вольфегг, Вальдбург-Вурцах и Вальдбург-Цейль)
  10. граф Эберштейн (голос принадлежит маркграфу Бадена)
  11. граф Гогенгерольдсек (голос принадлежит графу Лейен)
  12. граф Фуггер (голос принадлежит графам Фуггер-Бабенхаузен, Фуггер-Глётт, Фуггер-Кирхберг, Фуггер-Кирхгайм, Фуггер-Микхаузен и Фуггер-Нордендорф)
  13. граф Хоэнемс (голос принадлежит эрцгерцогу Австрии)
  14. граф Траун (за сеньорию Эглоф)
  15. граф Бондорф (голос принадлежит аббату Санкт-Блазина)
  16. граф Штадион-Таннхаузен
  17. граф Эглинген (голос принадлежит князю Турн-и-Таксис)
  18. граф Кевенхюллер (личный голос)
  19. граф Куфштайн (личный голос)
  20. князь Коллоредо (личный голос)
  21. граф Гаррах (личный голос)
  22. граф Штернберг (личный голос)
  23. граф Найпперг (личный голос)
62. Коллегия имперских графов Франконии:
  1. князь Гогенлоэ (голос принадлежит князьям Гогенлоэ-Бартенштайн, Гогенлоэ-Ингельфинген, Гогенлоэ-Кирхберг, Гогенлоэ-Лангенбург, Гогенлоэ-Эринген и Гогенлоэ-Вальденбург-Шиллингсфюрст)
  2. граф Кастель (голос принадлежит графам Кастель-Ремлинген и Кастель-Рюденхаузен)
  3. граф Эрбах (голос принадлежит графам Эрбах-Эрбах, Эрбах-Фюрстенау, Эрбах-Шёнберг)
  4. граф Вертхайм (голос принадлежит графам Лёвенштайн-Вертхайм-Рошфорт и Лёвенштайн-Вертхайм-Вирнебург)
  5. граф Лимпург
  6. граф Ринек (голос принадлежит графу Ностиц)
  7. граф Зайнсхайм (голос принадлежит князю Шварценберг)
  8. граф Вольфштайн (голос принадлежит князю Гогенлоэ-Кирхберг и графу Гих)
  9. граф Шёнборн
  10. граф Визентайд (голос принадлежит герцогу Баварии)
  11. граф Виндишгрец (личный голос)
  12. граф Орсини-Розенберг (личный голос)
  13. граф Старемберг (личный голос)
  14. граф Вурмбранд (личный голос)
  15. граф Гих (личный голос)
  16. граф Гравениц (личный голос)
  17. граф Пюклер (личный голос)
63. Коллегия имперских графов Вестфалии:
  1. граф Сайн-Альтенкирхен (голос принадлежит королю Пруссии)
  2. бургграф Сайн-Хахенбург
  3. граф Текленбург (голос принадлежит королю Пруссии)
  4. граф Вид (голос принадлежит князю Вид-Рункель)
  5. князь Вид-Нойвид
  6. граф Шаумбург (голос принадлежит ландграфу Гессен-Касселя и графу Шаумбург-Липпе)
  7. герцог Гольштейн-Готторп (голос принадлежит королю Дании)
  8. граф Липпе-Детмольд
  9. граф Бентгейм
  10. граф Хойя (голос принадлежит королю Великобритании)
  11. граф Дипхольц (голос принадлежит королю Великобритании)
  12. граф Шпигельберг (голос принадлежит королю Великобритании)
  13. граф Вирнебург (голос принадлежит графу Лёвенштайн-Вертхайм-Вирнебург)
  14. граф Ритберг (голос принадлежит князю Кауниц)
  15. граф Пирмонт (голос принадлежит графу Вальдек-Пирмонт)
  16. граф Вальдботт-Бассенхайм (за сеньорию Пирмонт)
  17. граф Гронсфельд (голос принадлежит графу Тёрринг)
  18. граф Рекхайм (голос принадлежит графу Аспремонт)
  19. граф Анхольт (голос принадлежит князю Зальм-Зальм)
  20. граф Меттерних (за сеньорию Винненбург)
  21. граф Хольцаппель (голос принадлежит князю Ангальт-Бернбург-Шаумбург)
  22. граф Бланкенхайм и Герольштайн (голос принадлежит графу Штернберг)
  23. граф Плеттенберг (за сеньорию Виттем)
  24. граф Лимбург-Штирум (за сеньорию Гемен)
  25. граф Валлмоден (за сеньорию Гимборн)
  26. граф Квадт (за сеньорию Викрат)
  27. граф Оштайн (за сеньорию Милледонк)
  28. граф Нессельроде (за сеньорию Райхенштайн)
  29. граф Шлайден (голос принадлежит герцогу Аренберг)
  30. граф Керпен и Ломмерзум (голос принадлежит графу Шасберг)
  31. граф Зальм-Райффершайд (за сеньорию Дик)
  32. барон Саффенбург (голос принадлежит герцогу Аренбург)
  33. граф Халлермюнд
  34. граф Райнек (голос принадлежит графу Зинцендорф)
  35. граф Хейдек-Бретценхайм

### Совет имперских городов

#### Рейнская коллегия
1. Кёльн
2. Ахен
3. Любек
4. Вормс
5. Шпайер
6. Франкфурт
7. Гослар
8. Бремен
9. Гамбург
10. Мюльхаузен
11. Нордхаузен
12. Дортмунд
13. Фридберг
14. Вецлар

#### Швабская коллегия
1. Регенсбург
2. Аугсбург
3. Нюрнберг
4. Ульм
5. Эслинген
6. Ройтлинген
7. Нёрдлинген
8. Ротенбург
9. Швебиш-Халль
10. Ротвайль
11. Иберлинген
12. Хайльбронн
13. Швебиш-Гмюнд
14. Мемминген
15. Линдау
16. Динкельсбюль
17. Биберах
18. Равенсбург
19. Швайнфурт
20. Кемптен
21. Виндсхайм
22. Кауфбойрен
23. Вайль
24. Ванген
25. Исни
26. Пфуллендорф
27. Оффенбург
28. Лойткирх
29. Вимпфен
30. Вайссенбург
31. Гинген
32. Генгенбах
33. Целль
34. Буххорн
35. Аален
36. Бухау
37. Бопфинген